# 6 Batalion Rozpoznawczy (LWP)
17 Batalion Rozpoznawczy – samodzielny pododdział 16 Dywizji Pancernej. 
Sformowany na podstawie rozkazu MON nr 0055/Org z 30.03.1949 r. jako batalion rozpoznawczy 16 Dywizji Pancernej. W 1951 przeniesiony do m. Sztum. Rozformowany w 1957 r.

## Struktura organizacyjna (1949)
dowództwo i sztab
- kompania czołgów (na T-70)
- kompania motocykli (na Harley Dawidson)
- kompania piechoty zmotoryzowanej
- pluton saperów
- pluton łączności
- pluton zaopatrzenia

Stan osobowy: 316 żołnierzy

## Dowódcy batalionu
- mjr Andrzej Drzygało (1949-1950)
- mjr Bolesław Żytyński (1950-1952)
- mjr Stanisław Solski (1952-1956)
- kpt Stanisław Prugar (1956-1957)
- kpt. Eugeniusz Borkowski (1957-1957)